# Fiães (Trancoso)
Fiães is een plaats (freguesia) in de Portugese gemeente Trancoso en telt 263 inwoners (2001).